# Nobuyuki Shiina
Nobuyuki Shiina (椎名 伸志 Shiina Nobuyuki?), född 15 oktober 1991 i Hokkaido prefektur, är en japansk fotbollsspelare.
Shiina började sin karriär 2014 i Matsumoto Yamaga FC. 2015 flyttade han till Kataller Toyama.